# Schierling (Oberpfalz)
Schierling ist ein Markt im Oberpfälzer Landkreis Regensburg in Bayern.
Der Markt ist ein bedeutender Gewerbestandort und die südlichste Gemeinde der Oberpfalz.
Vor den Toren Schierlings besiegte Napoleon mit seinen Verbündeten in der Schlacht bei Eggmühl die Österreicher. Bereits zu Zeiten Kaiser Ottos I. bezog dieser bei der Belagerung von Regensburg an der von den Römern gebauten Via Claudia Augusta, der Straße mit dem Namen ihres Kaisers Augustus, sein Hauptquartier in Schierling.

## Geographie

### Geographische Lage
Schierling liegt im Niederbayerischen Hügelland zwischen Regensburg und Landshut am Rand der Hallertau und am südlichen Ende der Oberpfalz. Auch liegt der Ort im Tal der Großen Laber und an einer alten Römerstraße von Eining nach Straubing.

### Gemeindegliederung
Es gibt 26 Gemeindeteile (in Klammern ist der Siedlungstyp angegeben):
- Allersdorf (Kirchdorf)
- Birnbach (Kirchdorf)
- Buchhausen (Kirchdorf)
- Deutenhof (Einöde)
- Eggmühl (Kirchdorf)
- Inkofen (Kirchdorf)
- Kolbing (Einöde)
- Kraxenhöfen (Weiler)
- Lindach (Kirchdorf)
- Mannsdorf (Kirchdorf)
- Mauernhof (Einöde)
- Oberbirnbach (Einöde)
- Oberdeggenbach (Kirchdorf)
- Oberlaichling (Dorf)
- Pinkofen (Pfarrdorf)
- Roflach (Einöde)
- Schierling (Hauptort)
- Schnitzlmühl (Einöde)
- Schönhöfen (Einöde)
- Stanglmühl (Einöde)
- Unterdeggenbach (Kirchdorf)
- Unterlaichling (Pfarrdorf)
- Wahlsdorf (Kirchdorf)
- Walkenstetten (Dorf)
- Winkl (Einöde)
- Zaitzkofen (Kirchdorf)

## Geschichte
Schierling wurde im Jahre 953 anlässlich der Belagerung Regensburgs unter König Otto I. erstmals urkundlich erwähnt.
Obwohl Schierling im Mittelalter als „Markt Schirling“ erwähnt wurde, ist Schierling erst zur 1000-Jahr-Feier im Jahr 1953 offiziell zum Markt ernannt worden.
Nachdem im Jahr 1418 die erste Pfarrkirche genannt ist, wurde zwischen 1720 und 1726 ein Neubau der Kirche als „Dom des Labertals“ erwähnt.
Am 22. April 1809 besiegte Napoleon mit seinen Verbündeten Österreich in der „Schlacht bei Eggmühl“ entscheidend. Diese Schlacht in der Laberaue und auf den angrenzenden Höhen wurde von Napoleon später als seine größte Bewährungsprobe bezeichnet. Seit 1909 steht ein Löwendenkmal, mahnend an die Tausende von Opfern, über dem ehemaligen Schlachtfeld.

## Eingemeindungen
Bis zur bayerischen Landkreisreform im Jahr 1972 gehörte Schierling zu Niederbayern, wurde dann aber nach Auflösung des alten Landkreises Mallersdorf dem Landkreis Regensburg zugeordnet und ist heute die südlichste Gemeinde der Oberpfalz.
Im Zuge der Gebietsreform in Bayern wurde am 1. Januar 1972 die Gemeinde Unterlaichling eingegliedert. Am 1. Januar 1973 kam Allersdorf hinzu. Am 1. Mai 1978 folgten Buchhausen, Eggmühl, Inkofen, Mannsdorf, Oberdeggenbach, Pinkofen, Wahlsdorf und Zaitzkofen.

## Einwohnerentwicklung
Zwischen 1988 und 2018 wuchs der Markt von 6407 auf 8142 um 1735 Einwohner bzw. um 27,1 %.
| Jahr      | 1840 | 1900 | 1939 | 1950 | 1961 | 1970 | 1987 | 2011 | 2015 | 2018 | 2020 |
| Einwohner | 3319 | 3888 | 4113 | 5960 | 5554 | 6008 | 6322 | 7322 | 7709 | 8142 | 8213 |

## Politik

### Marktgemeinderat
Der Gemeinderat besteht aus 20 Mitgliedern. Das im Diagramm dargestellte Ergebnis der Marktgemeinderatswahl vom 15. März 2020 führte zu folgender Verteilung der Sitze:
- SPD: 1
- Bürgerliste: 4
- FW: 5
- CSU: 10

Von den 6499 stimmberechtigten Einwohnern im Markt Schierling haben 4211 von ihrem Wahlrecht Gebrauch gemacht, womit die Wahlbeteiligung bei 64,79 Prozent lag.

### Bürgermeister

#### Bürgermeister seit 1945

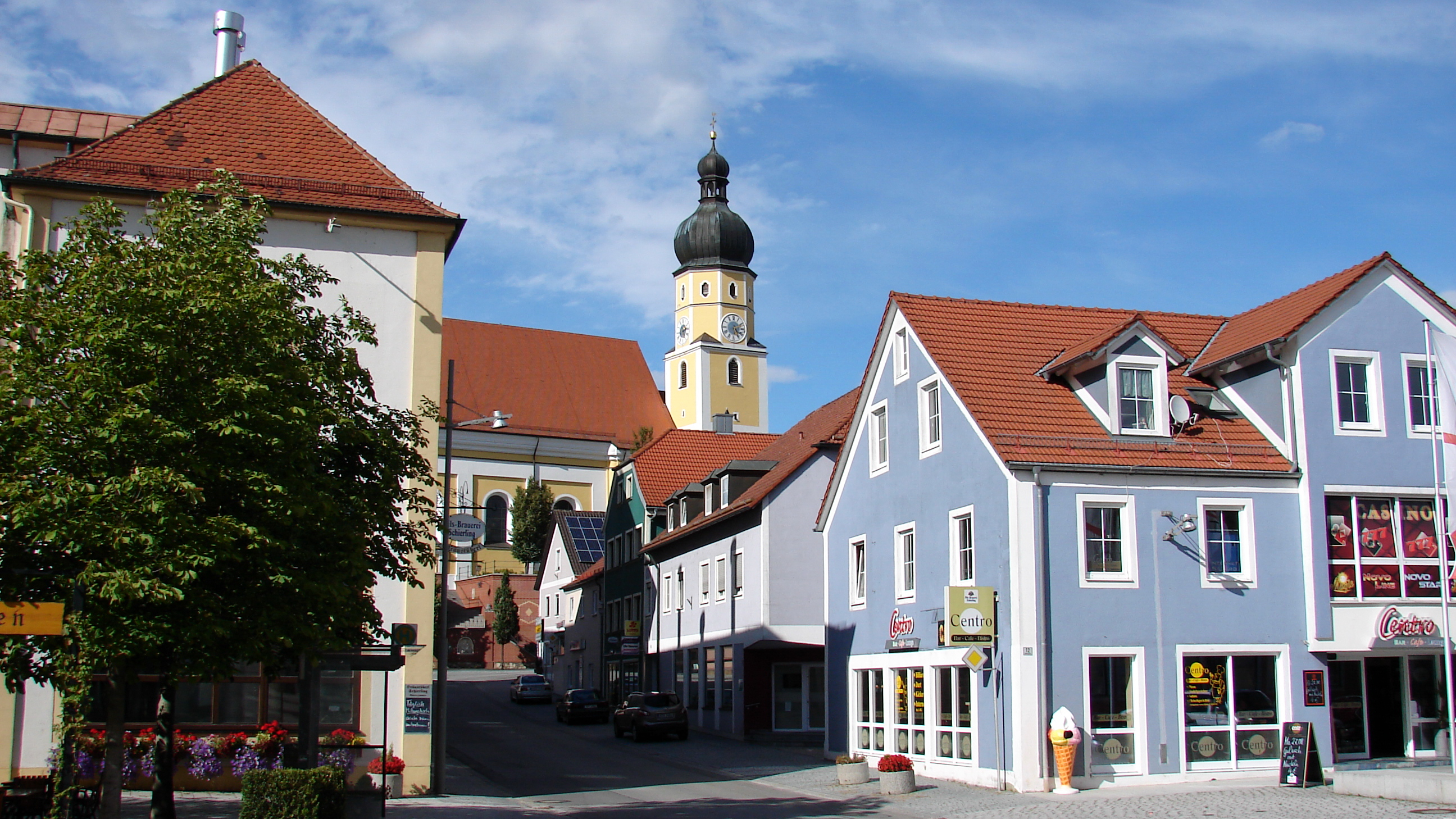
Rathausplatz mit Pfarrkirche

- 1945–1964: Josef Wallner (WAV, später parteilos)
- 1964–1984: Ludwig Kattenbeck (CSU)
- 1984–2008: Otto Gascher (CSU)
- seit 2008: Christian Kiendl (CSU, vormals FW)

Christian Kiendl wurde bei der Kommunalwahl vom 15. März 2020 als Kandidat der CSU/CWG mit 69,87 % wiedergewählt.

#### Aktuelle Bürgermeister
| Erster Bürgermeister   | Christian Kiendl | CSU         | seit 1. Mai 2008  |
| Zweite Bürgermeisterin | Maria Feigl      | CSU         | seit 6. Mai 2014  |
| Dritte Bürgermeisterin | Claudia Buchner  | Bürgerliste | seit 12. Mai 2020 |

### Wappen
| Wappen des Marktes Schierling | Blasonierung: „In Blau zwei schräg gekreuzte silberne Reuthaken.“ |
| Wappen des Marktes Schierling | Das Wappen wird seit 1953 geführt.                                |

### Sozialpolitisch und kirchlich engagiertes Schierling
Als erste Gemeinde im Landkreis Regensburg hat sich Schierling der Aktion gegen ausbeuterische Kinderarbeit angeschlossen. Der Förderverein Schierlinger Schulen gilt mit annähernd 500 Mitgliedern als einer der größten in Bayern. In den 1990er Jahren machte die katholische Pfarrgemeinde durch eine außergewöhnlich große und über sechs Jahre andauernde Hilfsaktion für die Flüchtlinge in Kroatien auf sich aufmerksam. Im Jahr 2005 wurde im Rahmen der Gemeindemission vom katholischen Pfarrgemeinderat und dem evangelischen Kirchenvorstand eine „Friedens-Lichterkette“ zwischen den beiden Kirchen ermöglicht, an der sich – ebenso wie an der anschließenden Tauferneuerungsfeier – mehr als 1500 Bürger beteiligten. Seit Herbst 2014 engagiert sich ein ehrenamtlicher Helferkreis bei der Betreuung der in Schierling und Eggmühl wohnenden Asylbewerber.

### Gemeindepartnerschaften
Seit dem Jahr 1997 besteht eine Gemeindepartnerschaft mit dem französischen Ort Penmarc’h an der bretonischen Atlantikküste.
Grund dieser Gemeindepartnerschaft ist die „Schlacht bei Eggmühl“ im Jahr 1809, als Napoleon zusammen mit den bayerischen Truppen einen Sieg gegen Österreich errang. Eggmühl war bis 1978 eine selbstständige Gemeinde und wurde dann in den Markt Schierling eingemeindet. Im französischen Penmarc’h steht seit 1897 ein Leuchtturm mit dem Namen „Phare d’Eckmühl“, der mit einer großzügigen Erbschaft der Tochter von General Davout erbaut wurde, der von Napoleon wegen seiner Erfolge zum „Fürst von Eggmühl“ (Prince d’Eckmühl) ernannt wurde. Seit 1997 besteht zwischen dem Markt Schierling und der französischen Gemeinde Penmarc’h eine europäische Gemeindepartnerschaft.
Penmarc’h war früher einer der bedeutendsten Fischereihäfen der Bretagne. Im Rahmen der Gemeindepartnerschaft finden Besuchsfahrten statt.

## Kultur und Sehenswürdigkeiten

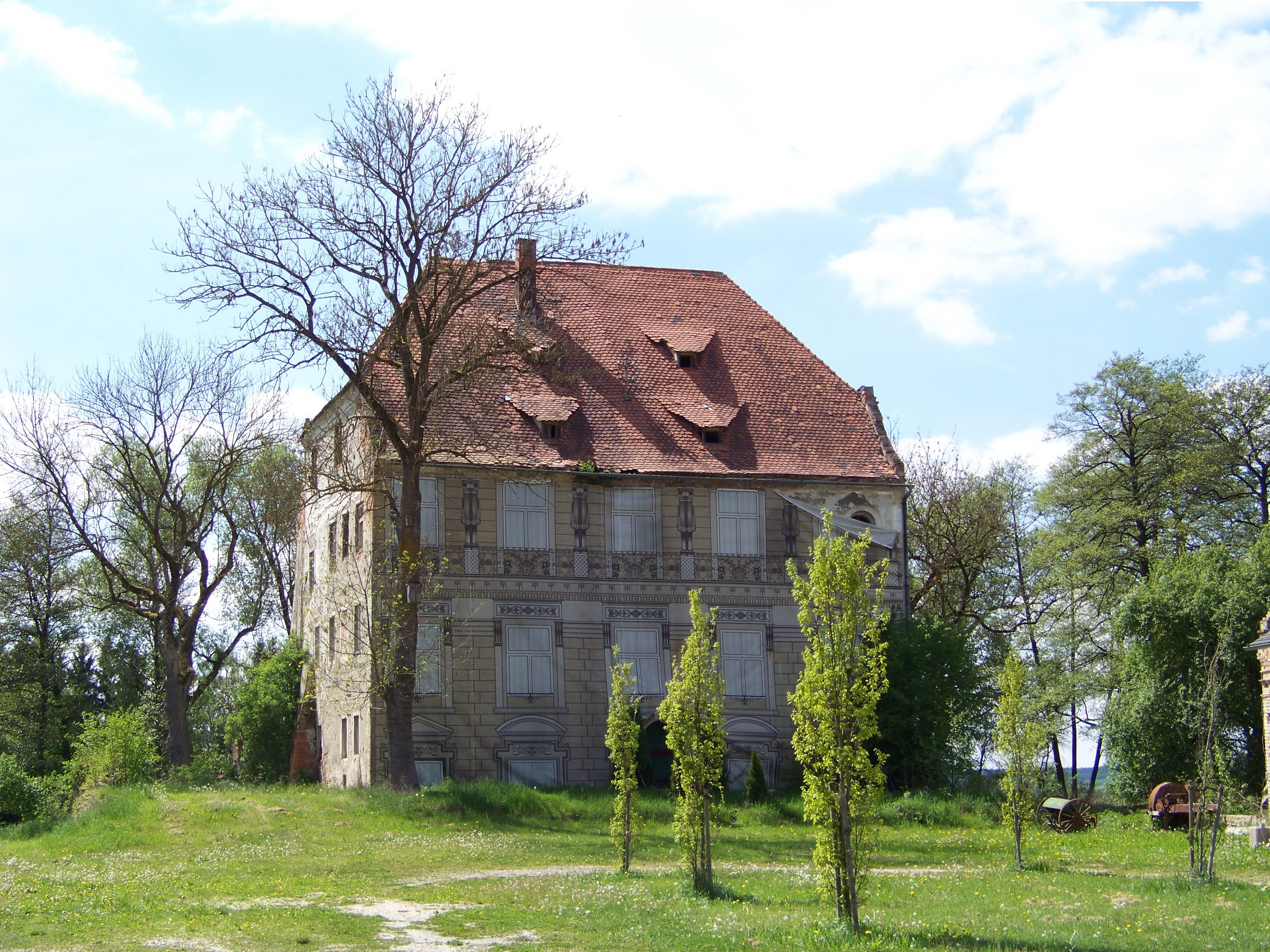
Schloss Schierling

- Schloss Schierling:

Dreigeschossiger Halbwalmdachbau mit Kapelle, 17./18. Jahrhundert, im Kern mittelalterlich;
Stadel, giebelständiger Satteldachbau mit Schweifgiebel, Pilastergliederungen und rundbogigen Toren, Ziegel, 1728.
Da sich das Schloss Schierling im Privatbesitz befindet, ist es mittlerweile vom Verfall gezeichnet. Zur optischen Aufwertung der Gebäudefassade  wurde diese mit einer im Stil des Schlosses bedruckten LKW-Plane behängt
- Schloss Eggmühl:

Gegliederte Mehrflügelanlage, mittelalterliche Weiherhausanlage, 15. Jahrhundert, Umbauten 16.–18. Jahrhundert;
Ostflügel, dreigeschossiger Halbwalmdachbau mit Eckverstärkungen; Westflügel, ehem. Torbau, zweigeschossiger Walmdachbau mit Zwerchhäusern und Schweifgiebel; Südflügel, zweigeschossiger Walmdachbau über unregelmäßigem Grundriss; Nordflügel, dreigeschossiger Walmdachbau; Reste der Zwingermauer mit vier runden Türmen, Bruchstein, 1432.
- Ehemaliges Hofmarkschloss in Inkofen:

Zweigeschossige Vierflügelanlage mit Satteldächern, um 1650, im Kern 16. Jahrhundert, an der Westwand Grabplatten des 15.–19. Jahrhunderts.
- Schloss Zaitzkofen:

Heute Priesterseminar Herz-Jesu, dreigeschossiger Mansardwalmdachbau mit Eckrisaliten, Werksteinportalen und geohrten Fenstern, um 1730; mit Ausstattung;
Reste der Schlosseinfahrt mit rustizierten Pfeilern, bauzeitlich.

### Sport und Vereine
Der Turnverein Schierling mit zahlreichen Sportabteilungen gilt als einer der größten Vereine am Ort. Schierling und seine Ortsteile haben gut ausgebaute Sportanlagen.
Die Freiwillige Feuerwehr Schierling sowie die Feuerwehren der Ortsteile sorgen für den Brandschutz und die allgemeine Hilfe im Gemeindegebiet und darüber hinaus. Weiterhin unterstützt der Helfer vor Ort Oberdeggenbach bei der Ersten Hilfe im gesamten Gemeindegebiet.
Weiterhin gibt es eine Vielzahl von Vereinen wie den Angelsportverein Schierling, Funkerclub Schierling, mehrere Kaninchenzuchtvereine, den VdK-Ortsverband, den Ortsverband des BUND und den Stopselclub Walkenstetten.
Der Verein für Heimatpflege Schierling e. V., auch bekannt als Schierlinger Gennßhenkher, hat sich dem Erhalt des heimischen Brauchtums und der Darstellung der Zeit des Dreißigjährigen Kriegs verschrieben. Der Verein hat es sich zur Aufgabe gemacht, den zivilen wie auch den militärischen Alltag im Bayern des Jahres 1633 darzustellen.

### Regelmäßige Veranstaltungen
Seit 1976 findet jährlich das „Bayerische Gstanzlsänger-Treffen“ statt, das als das älteste Bayerns gilt und vom ehemaligen Bezirksheimatpfleger der Oberpfalz, Adolf Eichenseer, zusammen mit dem Markt Schierling ins Leben gerufen wurde. Seit 1990 findet am ersten Augustwochenende ein Open Air, das „Labertalfestival“, statt. Weiterhin findet das „Gennßhenkher-Fest“ zur Erinnerung an die Zeit des Dreißigjährigen Kriegs alle vier Jahre statt.

## Wirtschaft und Infrastruktur
Der Markt Schierling hat eine gute Infrastruktur mit zahlreichen Handwerks-, Dienstleistungs- und Handelsbetrieben. Die ärztliche Versorgung ist gut und Nahversorgungsunternehmen ausreichend vorhanden. In den letzten Jahren sind zahlreiche Wohn- und Gewerbeansiedlungen entstanden. Schierling hat sich zu einem anerkannten Gewerbestandort mit großer regionaler Bedeutung entwickelt.

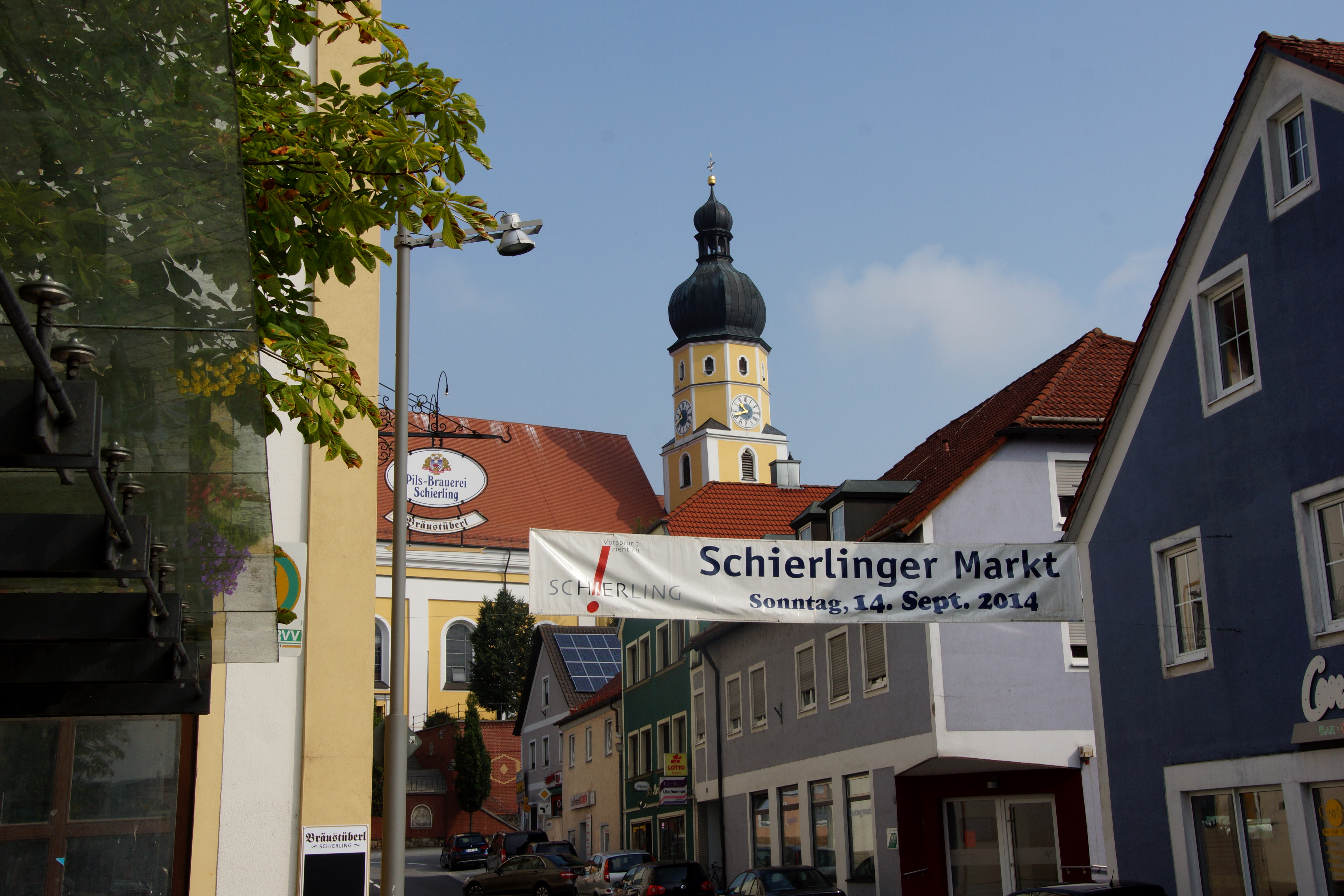
Schierlinger Markt

### Bayerischer Qualitätspreis
Im Jahr 2015 ist Schierling wegen seiner wirtschaftsfreundlichen Kommunalpolitik mit dem Bayerischen Qualitätspreis 2015 ausgezeichnet worden. Den Preis erhielt der Markt für seine Leitidee „Schierling – Vorsprung zieht an!“, mit der viele strukturelle Anstrengungen der Gemeinde in den vergangenen Jahren gewürdigt wurden.

### Ansässige Unternehmen
Schierling ist eine Zentrumsgemeinde mit beachtlichen und über die Gemeindegrenzen hinaus bekannten mittelständischen Betrieben, wie z. B. Labertaler Heil- und Mineralquellen, Webasto AG, Fahnen Kössinger, Kössinger Druck und keramische Dekorbrennerei, Holmer Maschinenbau Eggmühl, Malzfabrik Müller Inkofen, Glasrecycling Schirmbeck, Spezial-Brauerei Schierling, Samvardhana Motherson Peguform.
Im Gemeindeteil Eggmühl betreibt das Bayerische Rote Kreuz ein Senioren- und Pflegeheim, außerdem befindet sich im Gemeindeteil Zaitzkofen das Internationale Priesterseminar Herz Jesu der Priesterbruderschaft St. Pius X.
Bundesweit bekannt wurde der Ort vor allem durch das „Schierlinger Roggen“ der damaligen fürstlichen Brauerei Thurn und Taxis. Braumeister Ludwig Schifferl gelang es als erstem in Deutschland, im 20. Jahrhundert wieder ein Roggenbier auf den Markt zu bringen. Im Jahr 2020 wurde von der Spezial-Brauerei Schierling nach einem Fund der Original-Rezeptur auf dem Brauereidachboden das „Schierlinger Roggen“ erneut gebraut.

### Verkehr
Schierling liegt an der Bundesstraße 15 und seit 2011 auch an der wie eine Autobahn vierspurig ausgebauten Bundesstraße 15n, die für Schierling einen unmittelbaren Anschluss an das europäische Fernstraßennetz bedeutet. An der Anschlussstelle Schierling-Süd entstand das neue Gewerbegebiet „Am Birlbaum“, in dem sich namhafte Betriebe angesiedelt haben, weshalb sowohl die Einwohnerzahl als auch die Zahl der sozialversicherungspflichtigen Arbeitsplätze deutlich angestiegen ist. Die über den Ort führende Bahnstrecke Eggmühl–Langquaid dient nur mehr sporadischen Güter- sowie Ausflugspersonenverkehren. Östlich des Gemeindezentrums verläuft zudem die Bahnstrecke München–Regensburg. Der Bahnhof Eggmühl ist ein regional bedeutsamer Haltepunkt, über den Schierling im Stundentakt an Regensburg, Landshut und den Flughafen München sowie im Zwei-Stunden-Takt an München und Nürnberg angebunden ist. Als Zubringer zwischen Schierling und dem Bahnhof Eggmühl fungiert die Buslinie 25, die von Regionalbus Ostbayern betrieben wird. Seit der Fertigstellung der Neufahrner Spange im Dezember 2018 ist der Bahnhof Eggmühl im Stundentakt mit dem ÜFEX (Überregionaler Flughafenexpress) an den Flughafen München angebunden.

### Munitionsdepot
Außerhalb des Ortes befindet sich ein ehemaliges Munitionshauptdepot der Bundeswehr (MunHptDep Schierling). Es wurde von 1937 bis 1939 als Luftwaffenmunitionsanstalt erbaut und zum Jahresende 2009 aufgelöst. Seit der Auflösung steht das 176 Hektar große Wald-Gelände, auf dem sich unter anderem 20 Gebäude, 27 Kilometer Straßen und 97 Bunker befinden, durch die Bundesanstalt für Immobilienaufgaben (BImA) zum Verkauf. Für die Flächennutzungsplanung des ehemaligen Munitionshauptdepots Schierling wurde der Planungsverband Schierling-Langquaid „Vernetzung-Entwicklung-Niederbayern-Oberpfalz 4.0“ (VENO 4.0) gegründet.
Gegen die im Planungsverband angedachte Entwicklung eines Flächennutzungsplans für eine Gewerbeansiedlung hat sich 2020 eine Bürgerinitiative gegründet. Seither begleiten die Planungsaktivitäten beider Gemeinden Forderungen zum Erhalt des „Muna-Waldes“.
Noch heute finden sich in den Wäldern um die „Muna“ Erdungseisen, die von der Lagerung von Flugzeugmotoren in den letzten Kriegsmonaten 1945 zeugen. Weiterhin fungierte die Muna als Lager für Munition mit chemischen Kampfstoffen. Am 25. April 1945 wurde die „Muna“ von einem Geschwader amerikanischer Jagdbomber mehrmals bombardiert. Es entstand dabei jedoch nur ein vergleichsweise geringer Schaden. Die Erklärung zum Sperrgebiet und somit zur „weißen Zone“ durch das amerikanische Militär erfolgte zwei Tage vor der kampflosen Übergabe des Depots am 29. April 1945. Dieses Depot barg direkt nach Ende des Zweiten Weltkrieges die reichsweit größte Lagerstätte/Verdichtungsdepot für mit dem chemischen Kampfstoff Tabun bestückte Giftgas-Bomben (Gasinhalt ca. 6000 t), welche aus anderen Luftmunitionsanstalten-/Hauptanstalten durch die Amerikaner zusammengeführt wurden. Unter dem militärischen Schutz der Amerikaner wurden nach der Kapitulation die Bestände teilweise zerstört, abtransportiert und vermutlich in der Ostsee versenkt bzw. zu Teilen nach Amerika zu Versuchszwecken und zur chemischen Analyse verschifft.
Die politische Gemeinde und die Kirchengemeinden erfüllen in jedem Jahr am 1. Mai das Gelübde der Jahre 1945/46 mit einem „Dankgottesdienst zur Errettung aus Kriegsnot“.

### Öffentliche Einrichtungen
- Familienstützpunkt Schierling[24]
- Kläranlage[25]
- Kleiderkammer[26]
- Wertstoffhof[27]
- Bauhof[28]
- Mehrzweckhalle[29]
- Marktbücherei[30][31]
- Dorfgemeinschaftshaus Pinkofen
- Altes Schulhaus[32]
- Polizeiwache Schierling[33]
- Asylbewerber-Unterstützerkreis[34]
- Freiwillige Feuerwehr Schierling[35][36]

### Bildung
- Placidus-Heinrich-Grund- und Mittelschule Schierling[37][38]
- Dr.-Rudolf-Hell-Schulhaus Eggmühl als Teil der Placidus-Heinrich-Schulen Schierling
- Offene Ganztagsschulen (ejsa) Schierling und Eggmühl[39][40]
- vier Kindergärten in Schierling (Johanniter-Kinderhaus „Schierlinger Ganserl“ ab 2022)[41][25]
- Kindergarten in Eggmühl („Grüne Villa“) und seit 2019 eine weitere Gruppe „Pusteblume“

### Medien
In der Gemeinde erscheinen das Straubinger Tagblatt und die Mittelbayerische Zeitung sowie das Regensburger Wochenblatt, eine Ausgabe der Wochenblatt Verlagsgruppe.
Im Gemeindegebiet können neben den überregionalen Programmen auch die Radiosender charivari, gong fm, Radio AWN und der regionale Fernsehsender TVA empfangen werden.
Weiterhin wurde von Privatpersonen eine Facebook-Diskussions-Plattform mit dem Namen „Bürgerforum Schierling“ geschaffen.

## Persönlichkeiten

### Söhne und Töchter der Gemeinde
- Placidus Heinrich (1758–1825), Benediktinermönch und Naturforscher
- Rudolf Hell (1901–2002), Erfinder
- Josef Wallner (1908–1991), Politiker (WAV und DP)
- Nadiuska (* 1952), Schauspielerin

### Ehrenbürger
- Georg Rötzer († 1993), Rektor a. D.

Jahrzehntelanger Leiter der Schierlinger Placidus-Heinrich-Volksschule, 18 Jahre Mitglied des Gemeinderats, 12 Jahre Zweiter Bürgermeister, verfasste einige historische Schriften mit lokalem Bezug, beispielsweise über Placidus Heinrich und zur Schlacht bei Eggmühl.
- Johann Straßer († 2008), Studiendirektor i. R.

Verfasste eine ausführliche Darstellung der sozialgeschichtlichen Entwicklung des ländlichen südostbayrischen Raumes, vielbeachtete Chronik „Schierling und die Schierlinger“ bis zu den napoleonischen Kriegen.
- Johann Bock († 2021[42]), Pfarrer i. R.

27 Jahre katholischer Pfarrer von Schierling, engagierte sich sowohl im religiösen sowie sozialen Bereich als wirklicher „Seelsorger“ nach dem Bibelwort „ich kenne die meinen und die meinen kennen mich“.
- Otto Gascher, Bürgermeister a. D., stellv. Landrat a. D., Bezirkstagsvizepräsident a. D.

Hauptverantwortlicher dafür, dass der Markt Schierling nach der Landkreisgebietsreform zum 1. Juli 1972 in den Raum Regensburg und in die Oberpfalz integriert wurde.
- Richard Rohrer, Lehrer und Marktrat a. D.

Führte die von Johann Straßer verfasste Chronik „Schierling und die Schierlinger“ mit dem zweiten Band bis in die Gegenwart fort.

### Träger der Bürgermedaille des Marktes Schierling
- Schwester Agana Frohnauer[44]
- Josef Zormeier[44]
- Josef Wallner[44]
- Karl-Heinz Neumann[44]
- Gerwald Friedl[44]
- Max Hoidn[44]
- Roman Schweiß[44]
- Adolf und Elisabeth Schweiger[44]
- Ludwig Grauschopf[44]
- Georg Schindlbeck[44]
- Ludwig Völkl[44]
- Peter Frank[44]
- Rudolf Hell[44]
- Wolfgang Lahoda[45]
- Wolfgang Treppesch[45]
- Rita Heiß[46]